# Rob Dillingham
Robert Deon Potasi Dillingham (Hickory, 4 januari 2005) is een Amerikaans basketballer die sinds 2024 als point guard of shooting guard uitkomt voor de Minnesota Timberwolves.

## Carrière
Dillingham speelde collegebasketbal voor de Kentucky Wildcats tijdens het seizoen 2023/24. Hij stelde zich in 2024 beschikbaar voor de NBA draft en werd als 8e in de eerste ronde gekozen door de San Antonio Spurs. Dillingham werd onmiddellijk tegenover twee toekomstige draftkeuzes  geruild naar de Minnesota Timberwolves, waar hij op 8 juli 2024 een contract tekende. Op 2 november 2024 maakte Dillingham zijn NBA-debuut in een wedstrijd tegen de San Antonio Spurs. In januari 2025 werd Dillingham voor enkele dagen en 2 wedstrijden uitgeleend aan de Iowa Wolves, het geaffilieerde team van Timberwolves in de NBA G League.

## Statistieken
| Legenda | Legenda                | Legenda | Legenda                 | Legenda | Legenda               |
| ------- | ---------------------- | ------- | ----------------------- | ------- | --------------------- |
| WG      | Wedstrijden gespeeld   | WS      | Wedstrijden als starter | MPW     | Minuten per wedstrijd |
| FG%     | Fieldgoal-percentage   | 3P%     | Drie-punterpercentage   | VW%     | Vrije-worppercentage  |
| RPW     | Rebounds per wedstrijd | APW     | Assists per wedstrijd   | SPW     | Steals per wedstrijd  |
| BPW     | Blocks per wedstrijd   | PPW     | Punten per wedstrijd    | Vet     | Hoogste in carrière   |

### Regulier NBA-seizoen
| Seizoen  | Team                   | WG | WS | MPW  | FG%  | 3P%  | FW%  | RPW | APW | SPW | BPW | PPW |
| -------- | ---------------------- | -- | -- | ---- | ---- | ---- | ---- | --- | --- | --- | --- | --- |
| 2024/25  | Minnesota Timberwolves | 49 | 1  | 10,5 | 44,1 | 33,8 | 53,3 | 1,2 | 2,0 | 0,4 | 0   | 4,5 |
| Carrière | Carrière               | 49 | 1  | 10,5 | 44,1 | 33,8 | 53,3 | 1,2 | 2,0 | 0,4 | 0   | 4,5 |

### NBA-playoffs
| Seizoen  | Team                   | WG | WS | MPW | FG%  | 3P%  | FW%  | RPW | APW | SPW | BPW | PPW |
| -------- | ---------------------- | -- | -- | --- | ---- | ---- | ---- | --- | --- | --- | --- | --- |
| 2024/25  | Minnesota Timberwolves | 3  | 0  | 5,3 | 37,5 | 50,0 | 50,0 | 0,7 | 2,3 | 0,0 | 0,0 | 2,7 |
| Carrière | Carrière               | 3  | 0  | 5,3 | 37,5 | 50,0 | 50,0 | 0,7 | 2,3 | 0,0 | 0,0 | 2,7 |